# Eupithecia inexpiata
Eupithecia inexpiata es una especie de polilla de la familia Geometridae. La especie fue descrita por primera vez por Francis Walker en 1922 con distribución endémica del archipiélago Juan Fernández de Chile.
El hábitat está constituido por la zonas de la ecorregión bosque valdiviano.

## Descripción
Es una polilla marrón cinéreo a gris pálido, delgada, más pálida por su sección ventral. Los palpos son cortos pero anchos, con la tercera articulación extremadamente diminuta. Las antenas son ligeramente pectinadas. El abdomen cuenta con un penacho apical pequeño. Las alas son alargadas, color cinéreo, con líneas ferruginosas profundamente dentadas, que se disponen en su mayoría en pares pero son indistintas en las alas posteriores. Cuentan con un punto discal marrón.